# 额不里
额不里，另译额布里，是缅甸若開邦丹兑县丹兑镇区下辖的一个城镇。该镇拥有著名的旅游胜地额不里海滩。2001年，中国国家主席江泽民曾到访此地进行国事访问。